# Alte Rheinbrücke Vaduz-Sevelen
L'Alte Rheinbrücke Vaduz–Sevelen ("Vecchio ponte sul Reno tra Vaduz e Sevelen") è un ponte di legno sul Reno, che collega la capitale del Liechtenstein Vaduz con il comune svizzero di Sevelen nel cantone di San Gallo. Il ponte è lungo 135 metri e rappresenta l'ultimo ponte di legno sopravvissuto che attraversa il Reno alpino.

## Storia
Fino al XIX secolo, il Reno non era regolamentato nella zona di confine tra il Liechtenstein e la Svizzera, con alcune eccezioni, ed era quindi largamente libero di circolare. Il trasporto di passeggeri e merci è stato quindi effettuato da traghetti del Reno, che sono stati mantenuti tra il Liechtenstein e la Svizzera all'inizio del XIX secolo in cinque punti. L'inizio della Rheinkorrektion della metà del XIX secolo pose le basi per la costruzione di ponti: i primi ponti sul Reno tra il Liechtenstein e la Svizzera furono creati nel 1867-1868 tra Bendern (FL) e Hague (CH) e tra Schaan (FL) e Buchs (CH).

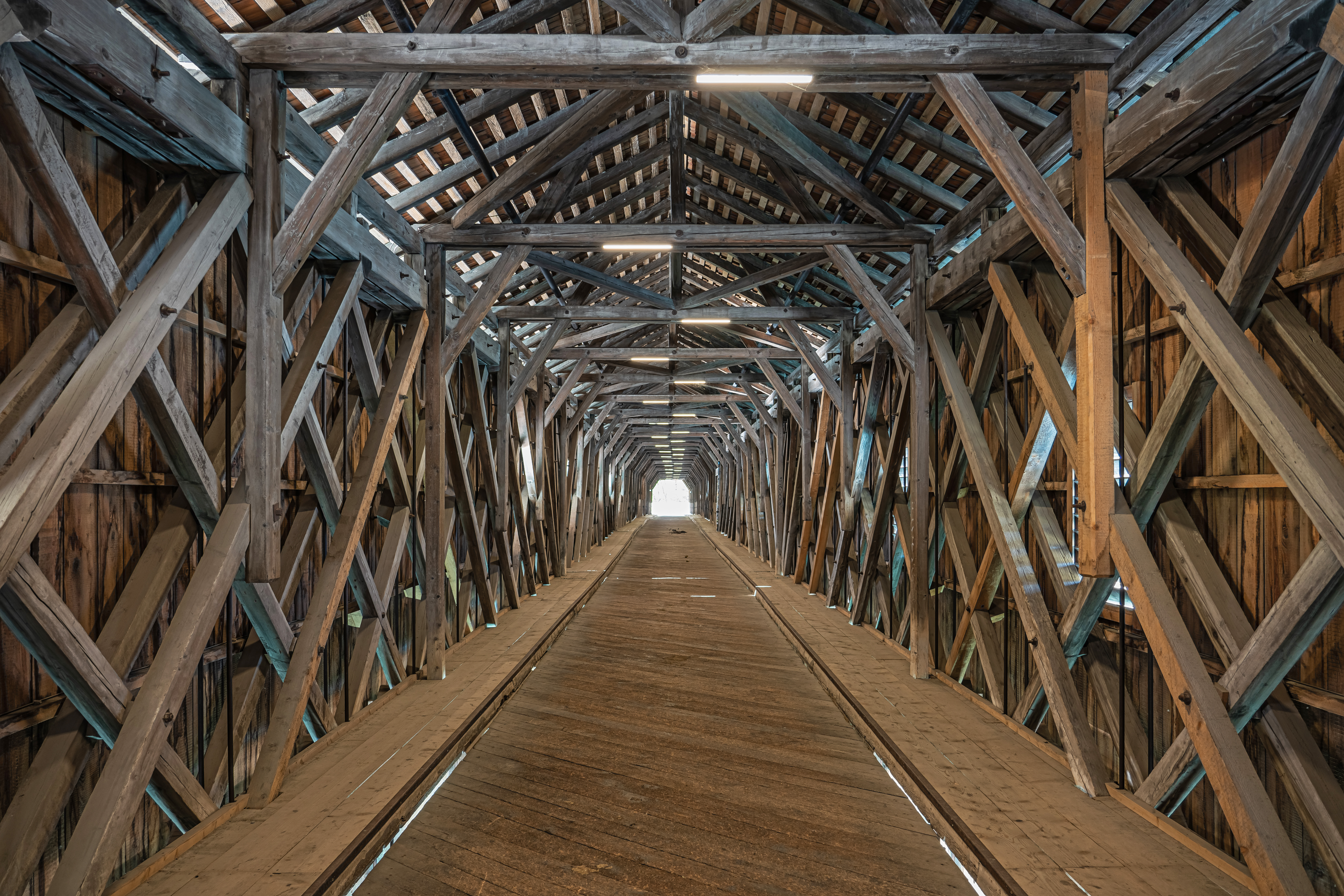
Vista interna del ponte.

## Costruzioni precedenti
Il primo ponte tra Vaduz e Sevelen fu costruito nel 1870-1871. Due terzi dei costi erano a carico del comune di Vaduz e un terzo del comune di Sevelen, con il contributo del Principato del Liechtenstein alla quota di costo di Vaduz. L'edificio precedente aveva una lunghezza di 135 metri e una larghezza di circa 5 metri. A causa dell'aumento delle dighe del Reno, il ponte doveva essere innalzato due volte negli anni 1874-1875 e 1886. Le scarse condizioni strutturali hanno reso necessario la costruzione di un nuovo ponte.

## Nuova costruzione
Negli anni 1900-1901, il ponte fu finalmente ricostruito sui pilastri del ponte precedente. Il ponte, che aveva un carico utile di 3,5 tonnellate al momento dell'apertura, serviva sia il traffico motorizzato che quello non motorizzato per attraversare il Reno. Dopo un'inondazione e la costruzione di una diga nel 1927 a Schaan il ponte danneggiato fu riparato e rialzato. Il carico utile è stato aumentato a 6 tonnellate durante questo lavoro. Nel 1975, è stato costruito a circa 200 metri a sud un ponte in cemento sul Reno tra Vaduz e Sevelen (Rheinstrasse), in modo che l'Alte Rheinbrücke Vaduz–Sevelen è da allora accessibile solo al traffico non motorizzato.I lavori di ristrutturazione si sono svolti negli anni '50 e '80 e nel 2009-2010.

### Il ponte
Il ponte fu costruito secondo il cosiddetto sistema Howe. Combina elementi di pressione diagonale in legno con elementi di tensione verticali in metallo. Serrando le viti degli elementi metallici di tensione, la struttura potrebbe essere precompressa e gli insediamenti potrebbero essere successivamente riadattati. A causa dei cinque pilastri, vengono creati sei campi, di cui i quattro interni sono lunghi circa 20,5 metri. I due campi esterni, che collegano il ponte con le dighe del Reno, misurano ciascuno una lunghezza di 26,8 metri.

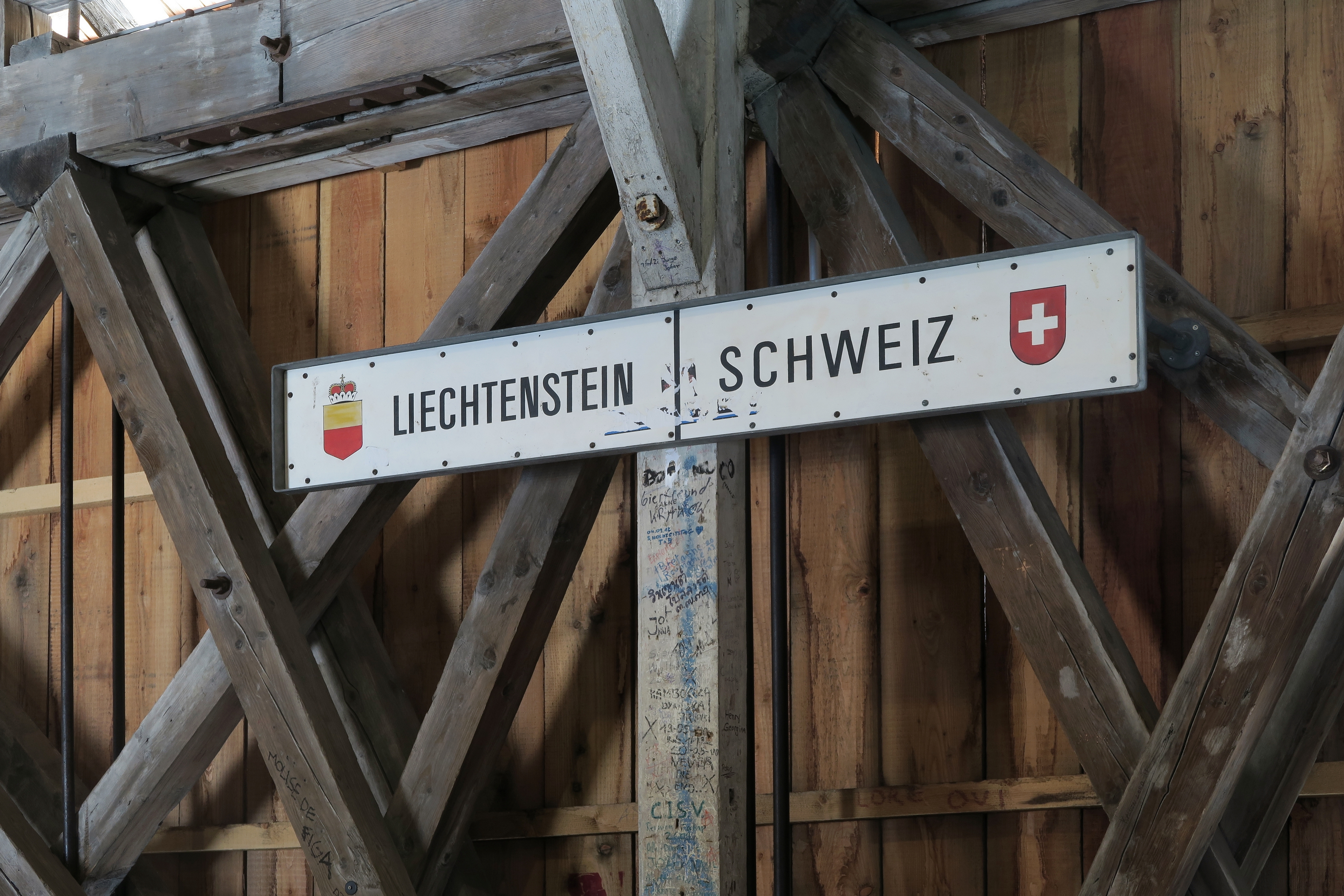
Il confine tra Svizzera e Liechtenstein all'interno del ponte.